# Món obert
Un videojoc de món obert és aquell que ofereix al jugador la possibilitat de moure's lliurement per un món virtual i alterar qualsevol element a la seva voluntat. El terme, sovint, s'usa alternativament a altres com "sandbox" i "free-roaming", sense això, els termes món obert i free-roaming descriuen l'ambient del joc en si i al·ludeix més a la manca de qualsevol tipus de barrera artificial, en oposició a les parets invisibles i l'aparició d'altres pantalles que solen ser comuns en els videojocs lineals. Per la seva banda, el terme sandbox es refereix a la mecànica d'un videojoc i com el jugador s'entreté amb la seva capacitat per jugar creativament, sense límits estructurals artificials i sense "una manera correcta" de jugar el videojoc. Malgrat la seva denominació, molts videojocs de món obert mantenen certes restriccions en alguns punts de la història, ja sigui a causa de limitacions absolutes de disseny del joc o limitacions temporals (com ara zones bloquejades) imposades per la linealitat del videojoc.
The Legend of Zelda (1986) fou dels primers videojocs de món obert, juntament amb Ultima.

## Jugabilitat i disseny
Un videojoc de món obert és un nivell o videojoc dissenyat com una vasta zona no lineal amb molts camins pels quals arribar a l'objectiu. Alguns videojocs són dissenyats com a nivells tradicionals i amb món obert. Un món obert facilita una exploració molt major que una sèrie de petits nivells o un nivell amb molts desafiaments lineals. Els crítics i analistes de videojocs han jutjat la qualitat d'un món obert en funció de si existeixen camins interessants per al jugador per interactuar amb el nivell més ampli del joc quan s'ignora l'objectiu principal. Alguns jocs utilitzen ambientacions reals per modelar el món obert, com la ciutat de Nova York.
Un repte important del disseny és l'equilibri entre la llibertat que atorga el món obert i l'estructura d'una història dramàtica. Des que els jugadors poden desenvolupar accions que els dissenyadors del joc no esperaven, els escriptors de videojocs han de trobar formes més creatives per imposar una història al jugador sense interferir en la seva llibertat. Com a tal, videojocs amb un món obert trencaran, a vegades, la història central del joc amb una sèrie de missions o una trama més simple en conjunt. Altres jocs, en canvi, ofereixen missions paral·leles o secundàries que no interrompen la història principal. La majoria de videojocs de món obert presenten al personatge com una pissarra en blanc en la qual els jugadors poden projectar els seus propis pensaments o forma d'actuar, malgrat que alguns jocs com Landstalker: The Treasures of King Nole ofereixen més desenvolupament del personatge i diàlegs.
Un videojoc de món obert habitualment presenta al jugador vides infinites o continuacions, encara que jocs com Blaster Master forcen al jugador a començar la partida des del principi si el jugador mor diverses vegades. També existeix un risc en què els jugadors puguin perdre's en aquest món obert; per tant els dissenyadors, de vegades, tracten de trencar aquest món obert amb seccions manejables.